# Nicolaj Danefeld
Nicolaj Danefeld Hansen (født 16. juni 1987) er en dansk tidligere håndboldspiller og nuværende talentchef i Viborg HK.
Fra 2012 til 2014 spillede han i Viborg HK. I 2013 blev klubben tvangsnedrykket til 3. division, hvor han fortsatte én sæson, før han rykkede Lemvig-Thyborøn Håndbold, da klubben netop var rykket op i herrehåndboldligaen. Her konkurrerede han om spilletiden med Kasper Young. Han spillede herefter for Nørre Djurs Håndboldklub i 3. division, hvorefter han rykkede tilbage til Viborg HK som spillende assistenttræner og træner for U-18 drengene. Han har tidligere optrådt for Ikast, Stord (Norge) og HC Midtjylland.
Han tiltrådte som talentchef i Viborg HK d. 1 maj 2023. Desuden arbejder han på Held Ege Efterskole som håndboldtræner.